# Elecciones legislativas de Argentina de 1922
Las elecciones legislativas de Argentina de 1922 tuvieron lugar el 2 de abril del mencionado año, al mismo tiempo que las elecciones presidenciales. Se realizaron con el objetivo de renovar 85 de las 158 bancas de la Cámara de Diputados de la Nación Argentina para el período 1922-1926, y fueron las sextas elecciones legislativas desde la instauración del voto secreto mediante la Ley Sáenz Peña, en 1912. En la provincia de Mendoza la elección es anulada por la Cámara de Diputados el 10 de agosto de 1922, y se realizan nuevas elecciones el 4 de marzo de 1923.
Al igual que las elecciones presidenciales, los comicios se caracterizaron por una alta abstención, aunque esta luego se superaría en la siguiente renovación legislativa. La oficialista Unión Cívica Radical (UCR) obtuvo un aplastante triunfo con el 50,05% de los votos y 49 escaños, conservando la mayoría absoluta con 95 de las 158 bancas, consagrando la elección de Marcelo Torcuato de Alvear como presidente de la Nación. Los distintos partidos conservadores provinciales, que se mantuvieron como principal oposición en la coalición Concentración Nacional, obtuvieron el 26,89% (un resultado bastante más alto que el de su candidato presidencial, Norberto Piñero) y 17 escaños. El Partido Socialista (PS) obtuvo el tercer lugar con un 10,04% y 4 escaños, y el Partido Demócrata Progresista (PDP) el cuarto con un 5,33% y 3 escaños. Numerosas escisiones del radicalismo, sobre todo a nivel provincial, lograron obtener representación.
Los diputados electos asumieron en abril, y Ricardo Pereyra Rozas fue elegido Presidente de la Cámara de Diputados. La participación electoral fue del 56,41%, casi la misma que en la elección presidencial, incrementándose ligeramente con respecto a la elección anterior y algo más alta de lo que sería la siguiente.

## Reglas electorales

### Sistema electoral
Los comicios se realizaron bajo el texto constitucional sancionado en 1853. Dicha carta magna establecía que la Cámara de Diputados de la Nación Argentina debía estar compuesta por representantes de cada uno de los distritos argentinos considerados "provincias", y la ciudad de Buenos Aires, en calidad de Capital Federal de la República. Por tal motivo, los territorios nacionales no gozaban de representación parlamentaria. Del mismo modo, los diputados se elegirían por mitades de manera escalonada cada dos años, con mandatos de cuatro años para cada diputado.
En ese momento existían trece provincias, lo que junto a la Capital Federal daba un total de catorce distritos electorales. El sistema electoral empleado era el de mayoría y minoría o lista incompleta, bajo el cual los dos partidos más votados obtenían toda la representación. También el sistema adoptó el Panachage el cual dio a los electores la posibilidad de tachar o adicionar candidatos en las listas. En algunas provincias, con tan solo dos diputados de representación, el escrutinio era en la práctica mayoritario, con las dos bancas correspondiendo al partido más votado. Estos distritos no renovaban de manera escalonada.

### Bancas a elegir
| Provincia           | Bancas totales | Bancas a elegir | Bancas a elegir | Bancas a elegir |
| Provincia           | Bancas totales | Totales         | Mayoría         | Minoría         |
| ------------------- | -------------- | --------------- | --------------- | --------------- |
| Buenos Aires        | 42             | 19              | 13              | 6               |
| Capital Federal     | 32             | 14              | 10              | 4               |
| Catamarca           | 2              | 2               | 2               | —               |
| Córdoba             | 15             | 6               | 4               | 2               |
| Corrientes          | 7              | 4               | 3               | 1               |
| Entre Ríos          | 9              | 8               | 6               | 2               |
| Jujuy               | 2              | 2               | 2               | —               |
| La Rioja            | 2              | 2               | 2               | —               |
| Mendoza             | 6              | 5               | 4               | 1               |
| Salta               | 3              | 3               | 2               | 1               |
| San Juan            | 3              | 3               | 2               | 1               |
| San Luis            | 3              | —               | —               | —               |
| Santa Fe            | 19             | 9               | 6               | 3               |
| Santiago del Estero | 6              | 3               | 2               | 1               |
| Tucumán             | 7              | 5               | 4               | 1               |
| Total               | 158            | 85              | 62              | 23              |

## Resultados
| Partido                            | Partido                            | Partido                            | Votos           | %               | Bancas      | Bancas      | Bancas      | Bancas      |
| Partido                            | Partido                            | Partido                            | Votos           | %               | Obtenidas   | +/-         | Totales     | +/-         |
| ---------------------------------- | ---------------------------------- | ---------------------------------- | --------------- | --------------- | ----------- | ----------- | ----------- | ----------- |
|                                    | Unión Cívica Radical               | Unión Cívica Radical               | 405.316         | 50,05           | 49/85       | 13          | 95/158      | Sin cambios |
|                                    |                                    | Partido Conservador                | 61.795          | 7,63            | 6/85        | Sin cambios | —           | Sin cambios |
|                                    | Concentración Popular              | 31.612                             | 3,90            | 2/85            | Sin cambios | —           | Sin cambios |             |
|                                    | Partido Demócrata de Córdoba       | 31.393                             | 3,88            | 2/85            | Sin cambios | —           | Sin cambios |             |
|                                    | Pacto Autonomista - Liberal        | 27.109                             | 3,35            | 3/85            | Sin cambios | —           | Sin cambios |             |
|                                    | Concentración Nacional             | 22.010                             | 2,72            | —               | Sin cambios | —           | Sin cambios |             |
|                                    | Unión Provincial                   | 17.732                             | 2,19            | 3/85            | Sin cambios | —           | Sin cambios |             |
|                                    | Partido Liberal de Tucumán         | 12.799                             | 1,58            | 1/85            | Sin cambios | —           | Sin cambios |             |
|                                    | Concentración Catamarqueña         | 5.757                              | 0,71            | —               | Sin cambios | —           | Sin cambios |             |
|                                    | Concentración Cívica               | 5.464                              | 0,67            | —               | Sin cambios | —           | Sin cambios |             |
|                                    | Unión Popular                      | 2.124                              | 0,26            | —               | Sin cambios | —           | Sin cambios |             |
| Total Concentración Nacional       | Total Concentración Nacional       | Total Concentración Nacional       | 217.795         | 26,89           | 17/85       | 2           | 27/158      | 5           |
|                                    | Partido Socialista                 | Partido Socialista                 | 81.283          | 10,04           | 4/85        | 3           | 10/158      | Sin cambios |
|                                    |                                    | Unión Cívica Radical de Tucumán    | 16.767          | 2,07            | 4/85        | Sin cambios | —           | Sin cambios |
|                                    | Unión Cívica Radical Principista   | 14.737                             | 1,82            | —               | Sin cambios | —           | Sin cambios |             |
|                                    | Unión Cívica Radical Bloquista     | 7.240                              | 0,89            | 2/85            | Sin cambios | —           | Sin cambios |             |
|                                    | Unión Cívica Radical de Salta      | 7.092                              | 0,88            | 1/85            | Sin cambios | —           | Sin cambios |             |
|                                    | Unión Cívica Radical Intransigente | 2.436                              | 0,30            | —               | Sin cambios | —           | Sin cambios |             |
| Total radicalismo disidente        | Total radicalismo disidente        | Total radicalismo disidente        | 48.272          | 5,96            | 7/85        | 4           | 8/158       | 1           |
|                                    | Partido Demócrata Progresista      | Partido Demócrata Progresista      | 43.127          | 5,33            | 3/85        | 11          | 13/158      | 1           |
|                                    | Partido Comunista                  | Partido Comunista                  | 6.147           | 0,76            | —           | Sin cambios | —           | Sin cambios |
|                                    | Partido Feminista Nacional         | Partido Feminista Nacional         | 717             | 0,09            | —           | Sin cambios | —           | Sin cambios |
|                                    | Comité Pro Salud Pública           | Comité Pro Salud Pública           | 571             | 0,07            | —           | Sin cambios | —           | Sin cambios |
|                                    | Otros                              | Otros                              | 6.619           | 0,82            | —           | Sin cambios | —           | Sin cambios |
| Bancas vacantes                    | Bancas vacantes                    | Bancas vacantes                    | Bancas vacantes | Bancas vacantes | 5/85        | 5           | 5/158       | 5           |
|                                    |                                    |                                    |                 |                 |             |             |             |             |
| Votos válidos                      | Votos válidos                      | Votos válidos                      | 809.847         | 95,89           |             |             |             |             |
| Votos en blanco                    | Votos en blanco                    | Votos en blanco                    | 13.057          | 1,55            |             |             |             |             |
| Diferencia de actas                | Diferencia de actas                | Diferencia de actas                | 21.686          | 2,57            |             |             |             |             |
| Total de votos                     | Total de votos                     | Total de votos                     | 844.590         | 100             |             |             |             |             |
| Votantes registrados/participación | Votantes registrados/participación | Votantes registrados/participación | 1.497.264       | 56,41           |             |             |             |             |
| Fuente:                            |                                    |                                    |                 |                 |             |             |             |             |

## Presidentes y Vicepresidentes de la Cámara
| 26.04.1922 | Ricardo PEREYRA ROZAS | UCR | Presidente             |
| ---------- | --------------------- | --- | ---------------------- |
|            | Alberto H. CAROSINI   | UCR | Primer Vicepresidente  |
|            | Santiago E. CORVALAN  | UCR | Segundo Vicepresidente |
| 26.04.1923 | Ricardo PEREYRA ROZAS | UCR | Presidente             |
|            | Alberto H. CAROSINI   | UCR | Primer Vicepresidente  |
|            | Santiago E. CORVALAN  | UCR | Segundo Vicepresidente |

## Resultados por provincia
| Provincia de Buenos Aires 19 Diputados       | Provincia de Buenos Aires 19 Diputados | Provincia de Buenos Aires 19 Diputados | Provincia de Buenos Aires 19 Diputados | Provincia de Buenos Aires 19 Diputados | Provincia de Buenos Aires 19 Diputados |
| Partido                                      | Partido                                | Candidato                              | Votos al candidato                     | Votos al partido                       | %                                      |
| -------------------------------------------- | -------------------------------------- | -------------------------------------- | -------------------------------------- | -------------------------------------- | -------------------------------------- |
|                                              | Unión Cívica Radical                   | Juan A. Errecart                       | 114.504                                | 114.504                                | 60,60                                  |
| Isaías R. Amado                              | Unión Cívica Radical                   | 114.445                                |                                        | 114.504                                | 60,60                                  |
| Eduardo García Tuñón                         | Unión Cívica Radical                   | 114.427                                |                                        | 114.504                                | 60,60                                  |
| Juan A. O'Farrell                            | Unión Cívica Radical                   | 114.426                                |                                        | 114.504                                | 60,60                                  |
| Francisco Emparanza                          | Unión Cívica Radical                   | 114.425                                |                                        | 114.504                                | 60,60                                  |
| M. José Barbich                              | Unión Cívica Radical                   | 114.387                                |                                        | 114.504                                | 60,60                                  |
| Mario M. Guido                               | Unión Cívica Radical                   | 114.380                                |                                        | 114.504                                | 60,60                                  |
| Pedro Canale                                 | Unión Cívica Radical                   | 114.347                                |                                        | 114.504                                | 60,60                                  |
| Ricardo J. Davel                             | Unión Cívica Radical                   | 114.326                                |                                        | 114.504                                | 60,60                                  |
| Pedro R. Núñez                               | Unión Cívica Radical                   | 114.290                                |                                        | 114.504                                | 60,60                                  |
| Valentín Vergara                             | Unión Cívica Radical                   | 114.028                                |                                        | 114.504                                | 60,60                                  |
| José M. Verduga                              | Unión Cívica Radical                   | 113.932                                |                                        | 114.504                                | 60,60                                  |
| Raúl F. Oyhanarte                            | Unión Cívica Radical                   | 113.843                                |                                        | 114.504                                | 60,60                                  |
|                                              | Partido Conservador                    | Rodolfo Moreno                         | 61.795                                 | 61.795                                 | 32,70                                  |
| Matías Sánchez Sorondo                       | Partido Conservador                    | 61.584                                 |                                        | 61.795                                 | 32,70                                  |
| Ángel Sánchez Elía                           | Partido Conservador                    | 61.154                                 |                                        | 61.795                                 | 32,70                                  |
| Alberto Barceló                              | Partido Conservador                    | 60.524                                 |                                        | 61.795                                 | 32,70                                  |
| Francisco Uriburu (h)                        | Partido Conservador                    | 59.439                                 |                                        | 61.795                                 | 32,70                                  |
| Ezequiel S. Olaso                            | Partido Conservador                    | 58.830                                 |                                        | 61.795                                 | 32,70                                  |
| Luis Grisolía                                | Partido Conservador                    | 52.723                                 |                                        | 61.795                                 | 32,70                                  |
| Alfredo Rodríguez                            | Partido Conservador                    | 52.068                                 |                                        | 61.795                                 | 32,70                                  |
| Enrique Urien                                | Partido Conservador                    | 51.556                                 |                                        | 61.795                                 | 32,70                                  |
| Exequiel Bustillo                            | Partido Conservador                    | 51.100                                 |                                        | 61.795                                 | 32,70                                  |
| Alberto J. Medús                             | Partido Conservador                    | 51.070                                 |                                        | 61.795                                 | 32,70                                  |
| Felipe Castro                                | Partido Conservador                    | 50.535                                 |                                        | 61.795                                 | 32,70                                  |
|                                              | Partido Socialista                     | José P. Baliño                         | 12.665                                 | 12.665                                 | 6,70                                   |
| Silvio L. Ruggieri                           | Partido Socialista                     | 12.659                                 |                                        | 12.665                                 | 6,70                                   |
| Agustín de Arrieta                           | Partido Socialista                     | 12.651                                 |                                        | 12.665                                 | 6,70                                   |
| Jacinto Oddone                               | Partido Socialista                     | 12.647                                 |                                        | 12.665                                 | 6,70                                   |
| José M. Lemos                                | Partido Socialista                     | 12.645                                 |                                        | 12.665                                 | 6,70                                   |
| Teodoro Bronzini                             | Partido Socialista                     | 12.641                                 |                                        | 12.665                                 | 6,70                                   |
| Jerónimo Della Latta                         | Partido Socialista                     | 12.630                                 |                                        | 12.665                                 | 6,70                                   |
| Gregorio M. Beschinsky                       | Partido Socialista                     | 12.630                                 |                                        | 12.665                                 | 6,70                                   |
| Humberto Barraza                             | Partido Socialista                     | 12.629                                 |                                        | 12.665                                 | 6,70                                   |
| Luis de Carli                                | Partido Socialista                     | 12.625                                 |                                        | 12.665                                 | 6,70                                   |
| Domingo Besasso                              | Partido Socialista                     | 12.614                                 |                                        | 12.665                                 | 6,70                                   |
| Miguel Pizza                                 | Partido Socialista                     | 12.600                                 |                                        | 12.665                                 | 6,70                                   |
| Votos positivos                              | Votos positivos                        | Votos positivos                        | Votos positivos                        | 188.964                                | 95,47                                  |
| Diferencia de actas                          | Diferencia de actas                    | Diferencia de actas                    | Diferencia de actas                    | 8.956                                  | 4,53                                   |
| Total de votos                               | Total de votos                         | Total de votos                         | Total de votos                         | 197.920                                | 100                                    |
| Electores registrados/Participación          | Electores registrados/Participación    | Electores registrados/Participación    | Electores registrados/Participación    | 406.848                                | 48,65                                  |
| Capital Federal 14 Diputados                 |                                        |                                        |                                        |                                        |                                        |
| Partido                                      | Partido                                | Candidato                              | Votos al candidato                     | Votos al partido                       | %                                      |
|                                              | Unión Cívica Radical                   | José Antonio Amuchástegui              | 65.927                                 | 65.927                                 | 37,36                                  |
| Obdulio F. Siri                              | Unión Cívica Radical                   | 65.818                                 |                                        | 65.927                                 | 37,36                                  |
| Felipe S. Alfonso                            | Unión Cívica Radical                   | 65.745                                 |                                        | 65.927                                 | 37,36                                  |
| Manuel Pinto (h)                             | Unión Cívica Radical                   | 64.887                                 |                                        | 65.927                                 | 37,36                                  |
| Rómulo B. Trucco                             | Unión Cívica Radical                   | 64.846                                 |                                        | 65.927                                 | 37,36                                  |
| José P. Tamborini                            | Unión Cívica Radical                   | 64.780                                 |                                        | 65.927                                 | 37,36                                  |
| Juan B. Bottinelli                           | Unión Cívica Radical                   | 64.708                                 |                                        | 65.927                                 | 37,36                                  |
| Leopoldo Bard                                | Unión Cívica Radical                   | 64.540                                 |                                        | 65.927                                 | 37,36                                  |
| Manuel Rocca                                 | Unión Cívica Radical                   | 64.403                                 |                                        | 65.927                                 | 37,36                                  |
| Andrés Ferreyra (h)                          | Unión Cívica Radical                   | 64.340                                 |                                        | 65.927                                 | 37,36                                  |
|                                              | Partido Socialista                     | Antonio de Tomaso                      | 60.115                                 | 60.115                                 | 34,07                                  |
| Nicolás Repetto                              | Partido Socialista                     | 59.631                                 |                                        | 60.115                                 | 34,07                                  |
| Alfredo L. Spinetto                          | Partido Socialista                     | 59.552                                 |                                        | 60.115                                 | 34,07                                  |
| Adolfo Dickman                               | Partido Socialista                     | 59.448                                 |                                        | 60.115                                 | 34,07                                  |
| Antonio Zaccagnini                           | Partido Socialista                     | 59.085                                 |                                        | 60.115                                 | 34,07                                  |
| Ángel María Giménez                          | Partido Socialista                     | 59.034                                 |                                        | 60.115                                 | 34,07                                  |
| Carlos Manacorda                             | Partido Socialista                     | 58.964                                 |                                        | 60.115                                 | 34,07                                  |
| Jacinto Oddone                               | Partido Socialista                     | 58.879                                 |                                        | 60.115                                 | 34,07                                  |
| Manuel T. López                              | Partido Socialista                     | 58.730                                 |                                        | 60.115                                 | 34,07                                  |
| Miguel Briuolo                               | Partido Socialista                     | 58.105                                 |                                        | 60.115                                 | 34,07                                  |
|                                              | Concentración Nacional                 | Rodolfo Rivarola                       | 22.010                                 | 22.010                                 | 12,47                                  |
| Ernesto Bosch                                | Concentración Nacional                 | 22.007                                 |                                        | 22.010                                 | 12,47                                  |
| Lorenzo Anadón                               | Concentración Nacional                 | 21.567                                 |                                        | 22.010                                 | 12,47                                  |
| Enrique Uriburu                              | Concentración Nacional                 | 21.552                                 |                                        | 22.010                                 | 12,47                                  |
| Carlos Duggan                                | Concentración Nacional                 | 21.336                                 |                                        | 22.010                                 | 12,47                                  |
| Julio César Raffo de la Reta                 | Concentración Nacional                 | 21.238                                 |                                        | 22.010                                 | 12,47                                  |
| Guillermo Padilla                            | Concentración Nacional                 | 21.000                                 |                                        | 22.010                                 | 12,47                                  |
| Adolfo Orma                                  | Concentración Nacional                 | 20.930                                 |                                        | 22.010                                 | 12,47                                  |
| Francisco Llobet                             | Concentración Nacional                 | 20.847                                 |                                        | 22.010                                 | 12,47                                  |
| F. Alejandro Mohr                            | Concentración Nacional                 | 20.746                                 |                                        | 22.010                                 | 12,47                                  |
|                                              | Unión Cívica Radical Principista       | Joaquín Castellanos                    | 12.273                                 | 12.273                                 | 6,96                                   |
| Carlos F. Melo                               | Unión Cívica Radical Principista       | 11.576                                 |                                        | 12.273                                 | 6,96                                   |
| Pedro Caracoche                              | Unión Cívica Radical Principista       | 10.153                                 |                                        | 12.273                                 | 6,96                                   |
| Juan L. Ferrarotti                           | Unión Cívica Radical Principista       | 10.053                                 |                                        | 12.273                                 | 6,96                                   |
| Francisco Crotto                             | Unión Cívica Radical Principista       | 9.979                                  |                                        | 12.273                                 | 6,96                                   |
| Manuel J. Guerrero                           | Unión Cívica Radical Principista       | 9.962                                  |                                        | 12.273                                 | 6,96                                   |
| Juan Núñez Lozano                            | Unión Cívica Radical Principista       | 9.956                                  |                                        | 12.273                                 | 6,96                                   |
| Hernando Bergalli                            | Unión Cívica Radical Principista       | 9.944                                  |                                        | 12.273                                 | 6,96                                   |
| Ángel Acuña                                  | Unión Cívica Radical Principista       | 9.850                                  |                                        | 12.273                                 | 6,96                                   |
| José López Bancalari                         | Unión Cívica Radical Principista       | 9.387                                  |                                        | 12.273                                 | 6,96                                   |
|                                              | Partido Demócrata Progresista          | Carlos Quintana                        | 10.552                                 | 10.552                                 | 5,98                                   |
| Alberto Gerchunoff                           | Partido Demócrata Progresista          | 10.215                                 |                                        | 10.552                                 | 5,98                                   |
| Virgilio Tedín Uriburu                       | Partido Demócrata Progresista          | 10.074                                 |                                        | 10.552                                 | 5,98                                   |
| Octavio R. Amadeo                            | Partido Demócrata Progresista          | 10.045                                 |                                        | 10.552                                 | 5,98                                   |
| Benito Javier Carrasco                       | Partido Demócrata Progresista          | 10.011                                 |                                        | 10.552                                 | 5,98                                   |
| Ricardo Bello                                | Partido Demócrata Progresista          | 9.978                                  |                                        | 10.552                                 | 5,98                                   |
| Jorge Lavalle Cobo                           | Partido Demócrata Progresista          | 9.974                                  |                                        | 10.552                                 | 5,98                                   |
| Alfredo M. Arce                              | Partido Demócrata Progresista          | 9.963                                  |                                        | 10.552                                 | 5,98                                   |
| Jorge A. Robirosa                            | Partido Demócrata Progresista          | 9.954                                  |                                        | 10.552                                 | 5,98                                   |
| Carlos Alberto Acevedo                       | Partido Demócrata Progresista          | 9.944                                  |                                        | 10.552                                 | 5,98                                   |
|                                              | Partido Comunista                      | José Fernando Penelón                  | 4.215                                  | 4.215                                  | 2,39                                   |
| Rodolfo José Ghioldi                         | Partido Comunista                      | 4.198                                  |                                        | 4.215                                  | 2,39                                   |
| Juan Greco                                   | Partido Comunista                      | 4.160                                  |                                        | 4.215                                  | 2,39                                   |
| Pamón Suárez                                 | Partido Comunista                      | 4.148                                  |                                        | 4.215                                  | 2,39                                   |
| Nicolás Di Palma                             | Partido Comunista                      | 4.146                                  |                                        | 4.215                                  | 2,39                                   |
| Pedro Romo                                   | Partido Comunista                      | 4.143                                  |                                        | 4.215                                  | 2,39                                   |
| Augusto Kuhn                                 | Partido Comunista                      | 4.140                                  |                                        | 4.215                                  | 2,39                                   |
| Ruggiero Rugilo                              | Partido Comunista                      | 4.133                                  |                                        | 4.215                                  | 2,39                                   |
| Luis Miranda                                 | Partido Comunista                      | 4.128                                  |                                        | 4.215                                  | 2,39                                   |
| Amadeo Zeme                                  | Partido Comunista                      | 4.126                                  |                                        | 4.215                                  | 2,39                                   |
|                                              | Partido Feminista                      | Julieta Lanteri                        | 717                                    | 717                                    | 0,41                                   |
|                                              | Comité Pro Salud Pública               | Genaro Giacobini                       | 571                                    | 571                                    | 0,32                                   |
|                                              | Otros                                  | Otros                                  | Otros                                  | 70                                     | 0,04                                   |
| Votos positivos                              | Votos positivos                        | Votos positivos                        | Votos positivos                        | 176.450                                | 97,29                                  |
| Votos en blanco                              | Votos en blanco                        | Votos en blanco                        | Votos en blanco                        | 1.674                                  | 0,92                                   |
| Diferencia de actas                          | Diferencia de actas                    | Diferencia de actas                    | Diferencia de actas                    | 3.244                                  | 1,79                                   |
| Total de votos                               | Total de votos                         | Total de votos                         | Total de votos                         | 181.368                                | 100                                    |
| Electores registrados/Participación          | Electores registrados/Participación    | Electores registrados/Participación    | Electores registrados/Participación    | 246.567                                | 73,56                                  |
| Provincia de Catamarca 2 Diputados           |                                        |                                        |                                        |                                        |                                        |
| Partido                                      | Partido                                | Candidato                              | Votos al candidato                     | Votos al partido                       | %                                      |
|                                              | Unión Cívica Radical                   | Adolfo Walther                         | 10.193                                 | 10.193                                 | 62,80                                  |
| Abel Acosta                                  | Unión Cívica Radical                   | 10.157                                 |                                        | 10.193                                 | 62,80                                  |
|                                              | Concentración Catamarqueña             | P. Arquez                              | 5.757                                  | 5.757                                  | 35,47                                  |
| José V. Figueroa                             | Concentración Catamarqueña             | 5.701                                  |                                        | 5.757                                  | 35,47                                  |
|                                              | Partido Socialista                     | J. Electo Brizuela                     | 107                                    | 107                                    | 0,66                                   |
| Arturo Vera                                  | Partido Socialista                     | 106                                    |                                        | 107                                    | 0,66                                   |
|                                              | Otros                                  | Francisco Ramón Galíndez               | 59                                     | 59                                     | 0,36                                   |
|                                              | Otros                                  | Manuel Ponferrada                      | 39                                     | 39                                     | 0,24                                   |
|                                              | Otros                                  | Carlos B. Quiroga                      | 25                                     | 25                                     | 0,15                                   |
|                                              | Otros                                  | A. Correa                              | 18                                     | 18                                     | 0,11                                   |
|                                              | Otros                                  | J. Tejeda                              | 5                                      | 5                                      | 0,03                                   |
|                                              | Otros                                  | W. Rojas                               | 5                                      | 5                                      | 0,03                                   |
|                                              | Otros                                  | Z. Bagglini                            | 3                                      | 3                                      | 0,02                                   |
|                                              | Otros                                  | J. E. Castillo                         | 3                                      | 3                                      | 0,02                                   |
|                                              | Otros                                  | J. Ahumada                             | 2                                      | 2                                      | 0,01                                   |
|                                              | Otros                                  | Ramón A. Ahumada                       | 2                                      | 2                                      | 0,01                                   |
|                                              | Otros                                  | Román Rumbo                            | 1                                      | 1                                      | 0,01                                   |
|                                              | Otros                                  | Alejandro Ortiz                        | 1                                      | 1                                      | 0,01                                   |
|                                              | Otros                                  | Enrique Ocampo                         | 1                                      | 1                                      | 0,01                                   |
|                                              | Otros                                  | Alejandro Ruzo                         | 1                                      | 1                                      | 0,01                                   |
|                                              | Otros                                  | Agustín Madueño                        | 1                                      | 1                                      | 0,01                                   |
|                                              | Otros                                  | F. Cubas                               | 1                                      | 1                                      | 0,01                                   |
|                                              | Otros                                  | A. Cubas                               | 1                                      | 1                                      | 0,01                                   |
|                                              | Otros                                  | P. Casas                               | 1                                      | 1                                      | 0,01                                   |
|                                              | Otros                                  | J. Orquera                             | 1                                      | 1                                      | 0,01                                   |
|                                              | Otros                                  | P. Albarracín                          | 1                                      | 1                                      | 0,01                                   |
|                                              | Otros                                  | P. Plaza                               | 1                                      | 1                                      | 0,01                                   |
|                                              | Otros                                  | J. D. Pera                             | 1                                      | 1                                      | 0,01                                   |
|                                              | Otros                                  | G. Franco                              | 1                                      | 1                                      | 0,01                                   |
| Votos positivos                              | Votos positivos                        | Votos positivos                        | Votos positivos                        | 16.231                                 | 98,54                                  |
| Diferencia de actas                          | Diferencia de actas                    | Diferencia de actas                    | Diferencia de actas                    | 241                                    | 1,46                                   |
| Total de votos                               | Total de votos                         | Total de votos                         | Total de votos                         | 16.472                                 | 100                                    |
| Electores registrados/Participación          | Electores registrados/Participación    | Electores registrados/Participación    | Electores registrados/Participación    | 26.896                                 | 61,24                                  |
| Provincia de Córdoba 6 Diputados             |                                        |                                        |                                        |                                        |                                        |
| Partido                                      | Partido                                | Candidato                              | Votos al candidato                     | Votos al partido                       | %                                      |
|                                              | Unión Cívica Radical                   | Pedro Antonio Moreno                   | 47.953                                 | 47.953                                 | 59,85                                  |
| José María Martínez                          | Unión Cívica Radical                   | 47.485                                 |                                        | 47.953                                 | 59,85                                  |
| Eduardo N. Duffy                             | Unión Cívica Radical                   | 47.397                                 |                                        | 47.953                                 | 59,85                                  |
| Pedro Loustau Bidaut                         | Unión Cívica Radical                   | 47.173                                 |                                        | 47.953                                 | 59,85                                  |
|                                              | Partido Demócrata de Córdoba           | Ramón José Cárcano                     | 31.393                                 | 31.393                                 | 39,18                                  |
| José Heriberto Martínez                      | Partido Demócrata de Córdoba           | 31.266                                 |                                        | 31.393                                 | 39,18                                  |
| Manuel Peña                                  | Partido Demócrata de Córdoba           | 31.084                                 |                                        | 31.393                                 | 39,18                                  |
| Amado J. Roldán                              | Partido Demócrata de Córdoba           | 30.984                                 |                                        | 31.393                                 | 39,18                                  |
|                                              | Partido Socialista                     | Francisco Aló                          | 591                                    | 591                                    | 0,74                                   |
| Miguel Pérez                                 | Partido Socialista                     | 589                                    |                                        | 591                                    | 0,74                                   |
| Fermín P. Rivoire                            | Partido Socialista                     | 589                                    |                                        | 591                                    | 0,74                                   |
| Evaristo Cegat                               | Partido Socialista                     | 588                                    |                                        | 591                                    | 0,74                                   |
|                                              | Partido Comunista                      | José P. Penelon                        | 180                                    | 180                                    | 0,22                                   |
| Francisco Vaca                               | Partido Comunista                      | 177                                    |                                        | 180                                    | 0,22                                   |
| José Cardozo                                 | Partido Comunista                      | 177                                    |                                        | 180                                    | 0,22                                   |
| Jacobo Arrieta                               | Partido Comunista                      | 177                                    |                                        | 180                                    | 0,22                                   |
| Votos positivos                              | Votos positivos                        | Votos positivos                        | Votos positivos                        | 80.117                                 | 96,28                                  |
| Diferencia de actas                          | Diferencia de actas                    | Diferencia de actas                    | Diferencia de actas                    | 3.095                                  | 3,72                                   |
| Total de votos                               | Total de votos                         | Total de votos                         | Total de votos                         | 83.212                                 | 100                                    |
| Electores registrados/Participación          | Electores registrados/Participación    | Electores registrados/Participación    | Electores registrados/Participación    | 177.908                                | 46,77                                  |
| Provincia de Corrientes 4 Diputados          |                                        |                                        |                                        |                                        |                                        |
| Partido                                      | Partido                                | Candidato                              | Votos al candidato                     | Votos al partido                       | %                                      |
|                                              | Pacto Autonomista - Liberal            | Eugenio E. Breard                      | 27.109                                 | 27.109                                 | 57,60                                  |
| Justo Álvarez Hayes                          | Pacto Autonomista - Liberal            | 27.036                                 |                                        | 27.109                                 | 57,60                                  |
| Felipe C. Solari                             | Pacto Autonomista - Liberal            | 26.852                                 |                                        | 27.109                                 | 57,60                                  |
|                                              | Unión Cívica Radical                   | José Antonio González                  | 19.955                                 | 19.955                                 | 42,40                                  |
| Justo Díaz de Vivar                          | Unión Cívica Radical                   | 19.692                                 |                                        | 19.955                                 | 42,40                                  |
| Fernando Andreau                             | Unión Cívica Radical                   | 19.611                                 |                                        | 19.955                                 | 42,40                                  |
| Votos positivos                              | Votos positivos                        | Votos positivos                        | Votos positivos                        | 47.064                                 | 98,46                                  |
| Votos en blanco                              | Votos en blanco                        | Votos en blanco                        | Votos en blanco                        | 619                                    | 1,29                                   |
| Diferencia de actas                          | Diferencia de actas                    | Diferencia de actas                    | Diferencia de actas                    | 119                                    | 0,25                                   |
| Total de votos                               | Total de votos                         | Total de votos                         | Total de votos                         | 47.802                                 | 100                                    |
| Electores registrados/Participación          | Electores registrados/Participación    | Electores registrados/Participación    | Electores registrados/Participación    | 90.896                                 | 52,59                                  |
| Provincia de Entre Ríos 8 Diputados          |                                        |                                        |                                        |                                        |                                        |
| Partido                                      | Partido                                | Candidato                              | Votos al candidato                     | Votos al partido                       | %                                      |
|                                              | Unión Cívica Radical                   | José María Texier                      | 33.662                                 | 33.662                                 | 49,71                                  |
| José M. Garayalde                            | Unión Cívica Radical                   | 33.625                                 |                                        | 33.662                                 | 49,71                                  |
| Luis A. Carbone                              | Unión Cívica Radical                   | 33.596                                 |                                        | 33.662                                 | 49,71                                  |
| Emilio M. Goyri                              | Unión Cívica Radical                   | 33.313                                 |                                        | 33.662                                 | 49,71                                  |
| Alberto H. Carosini                          | Unión Cívica Radical                   | 33.242                                 |                                        | 33.662                                 | 49,71                                  |
| Justo J. Soler y Urquiza                     | Unión Cívica Radical                   | 33.239                                 |                                        | 33.662                                 | 49,71                                  |
|                                              | Concentración Popular                  | Romeo Carbó                            | 31.612                                 | 31.612                                 | 46,69                                  |
| Juan Antonio González Calderón               | Concentración Popular                  | 31.580                                 |                                        | 31.612                                 | 46,69                                  |
| Juan Ravagnan                                | Concentración Popular                  | 31.578                                 |                                        | 31.612                                 | 46,69                                  |
| Agustín Redoni                               | Concentración Popular                  | 31.532                                 |                                        | 31.612                                 | 46,69                                  |
| Alberto Montiel                              | Concentración Popular                  | 31.515                                 |                                        | 31.612                                 | 46,69                                  |
| Francisco V. Martínez                        | Concentración Popular                  | 31.401                                 |                                        | 31.612                                 | 46,69                                  |
|                                              | Unión Cívica Radical Intransigente     | Juan V. Atencio                        | 2.436                                  | 2.436                                  | 3,60                                   |
| Domingo A. Dasso                             | Unión Cívica Radical Intransigente     | 2.395                                  |                                        | 2.436                                  | 3,60                                   |
| Cipriano de Urquiza                          | Unión Cívica Radical Intransigente     | 2.394                                  |                                        | 2.436                                  | 3,60                                   |
| Julián Irazusta                              | Unión Cívica Radical Intransigente     | 2.394                                  |                                        | 2.436                                  | 3,60                                   |
| Vicente Segovia                              | Unión Cívica Radical Intransigente     | 2.390                                  |                                        | 2.436                                  | 3,60                                   |
| Santiago L. Brian                            | Unión Cívica Radical Intransigente     | 2.386                                  |                                        | 2.436                                  | 3,60                                   |
| Votos positivos                              | Votos positivos                        | Votos positivos                        | Votos positivos                        | 67.710                                 | 96,39                                  |
| Diferencia de actas                          | Diferencia de actas                    | Diferencia de actas                    | Diferencia de actas                    | 2.534                                  | 3,61                                   |
| Total de votos                               | Total de votos                         | Total de votos                         | Total de votos                         | 70.244                                 | 100                                    |
| Electores registrados/Participación          | Electores registrados/Participación    | Electores registrados/Participación    | Electores registrados/Participación    | 103.199                                | 68,07                                  |
| Provincia de Jujuy 2 Diputados               |                                        |                                        |                                        |                                        |                                        |
| Partido                                      | Partido                                | Candidato                              | Votos al candidato                     | Votos al partido                       | %                                      |
|                                              | Unión Cívica Radical                   | Ernesto Claros                         | 7.721                                  | 7.721                                  | 95,25                                  |
| Rodolfo Ceballos                             | Unión Cívica Radical                   | 7.597                                  |                                        | 7.721                                  | 95,25                                  |
|                                              | Unión Cívica Radical Principista       | Benjamín Villafañe Chaves              | 253                                    | 253                                    | 3,12                                   |
|                                              | Otros                                  | Arturo Palisa Mujica                   | 122                                    | 122                                    | 1,51                                   |
|                                              | Otros                                  | José S. Salinas                        | 2                                      | 2                                      | 0,02                                   |
|                                              | Otros                                  | Robinson Franco                        | 2                                      | 2                                      | 0,02                                   |
|                                              | Otros                                  | Romeo Jacod                            | 1                                      | 1                                      | 0,01                                   |
|                                              | Otros                                  | Virginia Marty                         | 1                                      | 1                                      | 0,01                                   |
|                                              | Otros                                  | Rosa Gómez                             | 1                                      | 1                                      | 0,01                                   |
|                                              | Otros                                  | Napoleón Álvarez Soto                  | 1                                      | 1                                      | 0,01                                   |
|                                              | Otros                                  | Julio Córdova                          | 1                                      | 1                                      | 0,01                                   |
|                                              | Otros                                  | Raúl Bustamante                        | 1                                      | 1                                      | 0,01                                   |
| Votos positivos                              | Votos positivos                        | Votos positivos                        | Votos positivos                        | 8.106                                  | 84,12                                  |
| Diferencia de actas                          | Diferencia de actas                    | Diferencia de actas                    | Diferencia de actas                    | 1.530                                  | 15,88                                  |
| Total de votos                               | Total de votos                         | Total de votos                         | Total de votos                         | 9.636                                  | 100                                    |
| Electores registrados/Participación          | Electores registrados/Participación    | Electores registrados/Participación    | Electores registrados/Participación    | 16.918                                 | 56,96                                  |
| Provincia de La Rioja 2 Diputados            |                                        |                                        |                                        |                                        |                                        |
| Partido                                      | Partido                                | Candidato                              | Votos al candidato                     | Votos al partido                       | %                                      |
|                                              | Unión Cívica Radical                   | Daniel Bausch                          | 6.775                                  | 6.775                                  | 60,98                                  |
| Florencio Dávila San Román                   | Unión Cívica Radical                   | 6.774                                  |                                        | 6.775                                  | 60,98                                  |
|                                              | Unión Cívica Radical Principista       | Francisco Baigorri                     | 2.211                                  | 2.211                                  | 19,90                                  |
| Dionisio Peñalosa Vera                       | Unión Cívica Radical Principista       | 1.955                                  |                                        | 2.211                                  | 19,90                                  |
|                                              | Unión Popular                          | Julio González Iramain                 | 2.124                                  | 2.124                                  | 19,12                                  |
| Ramón Moreyra                                | Unión Popular                          | 707                                    |                                        | 2.124                                  | 19,12                                  |
| Votos positivos                              | Votos positivos                        | Votos positivos                        | Votos positivos                        | 11.110                                 | 99,08                                  |
| Votos en blanco                              | Votos en blanco                        | Votos en blanco                        | Votos en blanco                        | 12                                     | 0,11                                   |
| Diferencia de actas                          | Diferencia de actas                    | Diferencia de actas                    | Diferencia de actas                    | 91                                     | 0,81                                   |
| Total de votos                               | Total de votos                         | Total de votos                         | Total de votos                         | 11.213                                 | 100                                    |
| Electores registrados/Participación          | Electores registrados/Participación    | Electores registrados/Participación    | Electores registrados/Participación    | 20.986                                 | 53,43                                  |
| Provincia de Salta 3 Diputados               |                                        |                                        |                                        |                                        |                                        |
| Partido                                      | Partido                                | Candidato                              | Votos al candidato                     | Votos al partido                       | %                                      |
|                                              | Unión Provincial                       | Manuel Ramón Alvarado                  | 9.191                                  | 9.191                                  | 49,54                                  |
| Néstor Patrón Costas                         | Unión Provincial                       | 9.101                                  |                                        | 9.191                                  | 49,54                                  |
|                                              | Unión Cívica Radical de Salta          | Pablo Saravia                          | 7.092                                  | 7.092                                  | 38,23                                  |
| David Michel Torino                          | Unión Cívica Radical de Salta          | 6.559                                  |                                        | 7.092                                  | 38,23                                  |
|                                              | Unión Cívica Radical                   | José M. Romero Escobar                 | 2.265                                  | 2.265                                  | 12,21                                  |
| Juan José Castellanos                        | Unión Cívica Radical                   | 2.162                                  |                                        | 2.265                                  | 12,21                                  |
|                                              | Otros                                  | Otros                                  | Otros                                  | 5                                      | 0,03                                   |
| Votos positivos                              | Votos positivos                        | Votos positivos                        | Votos positivos                        | 18.553                                 | 96,33                                  |
| Votos en blanco                              | Votos en blanco                        | Votos en blanco                        | Votos en blanco                        | 706                                    | 3,67                                   |
| Total de votos                               | Total de votos                         | Total de votos                         | Total de votos                         | 19.259                                 | 100                                    |
| Electores registrados/Participación          | Electores registrados/Participación    | Electores registrados/Participación    | Electores registrados/Participación    | 35.877                                 | 53,68                                  |
| Provincia de San Juan 3 Diputados            |                                        |                                        |                                        |                                        |                                        |
| Partido                                      | Partido                                | Candidato                              | Votos al candidato                     | Votos al partido                       | %                                      |
|                                              | Unión Cívica Radical Bloquista         | Marcial V. Quiroga                     | 7.240                                  | 7.240                                  | 37,87                                  |
| José A. Correa                               | Unión Cívica Radical Bloquista         | 7.006                                  |                                        | 7.240                                  | 37,87                                  |
|                                              | Unión Cívica Radical                   | Ventura Lloveras                       | 5.684                                  | 5.684                                  | 29,73                                  |
| Justo P. Zavalla                             | Unión Cívica Radical                   | 5.585                                  |                                        | 5.684                                  | 29,73                                  |
|                                              | Concentración Cívica                   | Vicente Mallea Gil                     | 5.464                                  | 5.464                                  | 28,58                                  |
| Horacio C. Videla                            | Concentración Cívica                   | 5.341                                  |                                        | 5.464                                  | 28,58                                  |
|                                              | Partido Socialista                     | Arturo Storni                          | 421                                    | 421                                    | 2,20                                   |
| Arturo Bottino                               | Partido Socialista                     | 413                                    |                                        | 421                                    | 2,20                                   |
|                                              | Partido Comunista                      | Ramón Suárez                           | 37                                     | 37                                     | 0,19                                   |
| Angélica Mendoza                             | Partido Comunista                      | 37                                     |                                        | 37                                     | 0,19                                   |
|                                              | Otros                                  | Otros                                  | Otros                                  | 270                                    | 1,41                                   |
| Votos positivos                              | Votos positivos                        | Votos positivos                        | Votos positivos                        | 19.116                                 | 97,92                                  |
| Votos en blanco                              | Votos en blanco                        | Votos en blanco                        | Votos en blanco                        | 366                                    | 1,87                                   |
| Diferencia de actas                          | Diferencia de actas                    | Diferencia de actas                    | Diferencia de actas                    | 40                                     | 0,20                                   |
| Total de votos                               | Total de votos                         | Total de votos                         | Total de votos                         | 19.522                                 | 100                                    |
| Electores registrados/Participación          | Electores registrados/Participación    | Electores registrados/Participación    | Electores registrados/Participación    | 28.253                                 | 69,10                                  |
| Provincia de Santa Fe 9 Diputados            |                                        |                                        |                                        |                                        |                                        |
| Partido                                      | Partido                                | Candidato                              | Votos al candidato                     | Votos al partido                       | %                                      |
|                                              | Unión Cívica Radical                   | Romeo David Saccone                    | 55.952                                 | 55.952                                 | 56,34                                  |
| José María Aragón                            | Unión Cívica Radical                   | 55.875                                 |                                        | 55.952                                 | 56,34                                  |
| Oscar C. Meyer                               | Unión Cívica Radical                   | 55.797                                 |                                        | 55.952                                 | 56,34                                  |
| Armando Antille                              | Unión Cívica Radical                   | 55.755                                 |                                        | 55.952                                 | 56,34                                  |
| Miguel Culaciati                             | Unión Cívica Radical                   | 55.699                                 |                                        | 55.952                                 | 56,34                                  |
| Isaac Francioni                              | Unión Cívica Radical                   | 55.657                                 |                                        | 55.952                                 | 56,34                                  |
|                                              | Partido Demócrata Progresista          | Lisandro de la Torre                   | 32.575                                 | 32.575                                 | 32,80                                  |
| Enzo Bordabehere                             | Partido Demócrata Progresista          | 32.193                                 |                                        | 32.575                                 | 32,80                                  |
| Otto Gschwind                                | Partido Demócrata Progresista          | 31.995                                 |                                        | 32.575                                 | 32,80                                  |
|                                              | Partido Socialista                     | Amílcar Razori                         | 3.101                                  | 3.101                                  | 3,12                                   |
| Luis D. Bonaparte                            | Partido Socialista                     | 3.079                                  |                                        | 3.101                                  | 3,12                                   |
| Narciso A. Gnoatto                           | Partido Socialista                     | 3.073                                  |                                        | 3.101                                  | 3,12                                   |
| Rodolfo N. Galaretto                         | Partido Socialista                     | 3.072                                  |                                        | 3.101                                  | 3,12                                   |
| César Fornari (h)                            | Partido Socialista                     | 3.069                                  |                                        | 3.101                                  | 3,12                                   |
| Pedro García                                 | Partido Socialista                     | 3.059                                  |                                        | 3.101                                  | 3,12                                   |
|                                              | Partido Comunista                      | Eduardo González                       | 1.715                                  | 1.715                                  | 1,73                                   |
| Pedro Romo                                   | Partido Comunista                      | 1.715                                  |                                        | 1.715                                  | 1,73                                   |
| José J. Guzmán                               | Partido Comunista                      | 1.715                                  |                                        | 1.715                                  | 1,73                                   |
| Francisco Muñoz                              | Partido Comunista                      | 1.715                                  |                                        | 1.715                                  | 1,73                                   |
| Rodolfo José Ghioldi                         | Partido Comunista                      | 1.715                                  |                                        | 1.715                                  | 1,73                                   |
| Ramón Cuello                                 | Partido Comunista                      | 1.714                                  |                                        | 1.715                                  | 1,73                                   |
|                                              | Otros                                  | Otros                                  | Otros                                  | 5.968                                  | 6,01                                   |
| Votos positivos                              | Votos positivos                        | Votos positivos                        | Votos positivos                        | 99.311                                 | 92,33                                  |
| Votos en blanco                              | Votos en blanco                        | Votos en blanco                        | Votos en blanco                        | 8.248                                  | 7,67                                   |
| Total de votos                               | Total de votos                         | Total de votos                         | Total de votos                         | 107.559                                | 100                                    |
| Electores registrados/Participación          | Electores registrados/Participación    | Electores registrados/Participación    | Electores registrados/Participación    | 174.430                                | 61,66                                  |
| Provincia de Santiago del Estero 3 Diputados |                                        |                                        |                                        |                                        |                                        |
| Partido                                      | Partido                                | Candidato                              | Votos al candidato                     | Votos al partido                       | %                                      |
|                                              | Unión Cívica Radical                   | Manuel S. Ruiz                         | 27.795                                 | 27.795                                 | 74,50                                  |
| Manuel Gallardo                              | Unión Cívica Radical                   | 26.972                                 |                                        | 27.795                                 | 74,50                                  |
|                                              | Unión Provincial                       | Alejandro Gancedo (h)                  | 8.541                                  | 8.541                                  | 22,89                                  |
|                                              | Partido Socialista                     | Federico V. Mackeprang                 | 973                                    | 973                                    | 2,61                                   |
| Salustiano Cordero                           | Partido Socialista                     | 973                                    |                                        | 973                                    | 2,61                                   |
| Votos positivos                              | Votos positivos                        | Votos positivos                        | Votos positivos                        | 37.309                                 | 96,30                                  |
| Votos en blanco                              | Votos en blanco                        | Votos en blanco                        | Votos en blanco                        | 1.432                                  | 3,70                                   |
| Total de votos                               | Total de votos                         | Total de votos                         | Total de votos                         | 38.741                                 | 100                                    |
| Electores registrados/Participación          | Electores registrados/Participación    | Electores registrados/Participación    | Electores registrados/Participación    | 73.334                                 | 52,83                                  |
| Provincia de Tucumán 5 Diputados             |                                        |                                        |                                        |                                        |                                        |
| Partido                                      | Partido                                | Candidato                              | Votos al candidato                     | Votos al partido                       | %                                      |
|                                              | Unión Cívica Radical de Tucumán        | Miguel A. Aráoz                        | 16.767                                 | 16.767                                 | 42,12                                  |
| Solano Peña                                  | Unión Cívica Radical de Tucumán        | 16.707                                 |                                        | 16.767                                 | 42,12                                  |
| Antonio B. Toledo                            | Unión Cívica Radical de Tucumán        | 16.387                                 |                                        | 16.767                                 | 42,12                                  |
| Emilio Catalán                               | Unión Cívica Radical de Tucumán        | 16.119                                 |                                        | 16.767                                 | 42,12                                  |
|                                              | Partido Liberal de Tucumán             | Abraham de la Vega                     | 12.799                                 | 12.799                                 | 32,15                                  |
| Gaspar Taboada                               | Partido Liberal de Tucumán             | 12.596                                 |                                        | 12.799                                 | 32,15                                  |
| Marcos Rougés                                | Partido Liberal de Tucumán             | 12.582                                 |                                        | 12.799                                 | 32,15                                  |
| José Lucas Penna                             | Partido Liberal de Tucumán             | 12.574                                 |                                        | 12.799                                 | 32,15                                  |
|                                              | Unión Cívica Radical                   | Horacio Sánchez Loria                  | 6.930                                  | 6.930                                  | 17,41                                  |
| Alejandro Pérez                              | Unión Cívica Radical                   | 6.692                                  |                                        | 6.930                                  | 17,41                                  |
| Juan Bautista Bascary                        | Unión Cívica Radical                   | 6.670                                  |                                        | 6.930                                  | 17,41                                  |
| Adolfo P. Antoni                             | Unión Cívica Radical                   | 6.603                                  |                                        | 6.930                                  | 17,41                                  |
|                                              | Partido Socialista                     | Manuel Grande Alurralde                | 3.310                                  | 3.310                                  | 8,32                                   |
| Emilio López                                 | Partido Socialista                     | 3.224                                  |                                        | 3.310                                  | 8,32                                   |
| J. M. Vera Fernández                         | Partido Socialista                     | 3.222                                  |                                        | 3.310                                  | 8,32                                   |
| R. César Asís                                | Partido Socialista                     | 3.219                                  |                                        | 3.310                                  | 8,32                                   |
| Votos positivos                              | Votos positivos                        | Votos positivos                        | Votos positivos                        | 39.806                                 | 95,59                                  |
| Diferencia de actas                          | Diferencia de actas                    | Diferencia de actas                    | Diferencia de actas                    | 1.836                                  | 4,41                                   |
| Total de votos                               | Total de votos                         | Total de votos                         | Total de votos                         | 41.642                                 | 100                                    |
| Electores registrados/Participación          | Electores registrados/Participación    | Electores registrados/Participación    | Electores registrados/Participación    | 95.152                                 | 43,76                                  |

1. ↑  Electo para completar el mandato de Pedro Solanet (1920-1924).
2. ↑  Renunció el 21 de noviembre de 1923, reemplazado por Ernesto C. Boatti (UCR) en 1924.
3. ↑  Renunció el 11 de marzo de 1926, no fue reemplazado.
4. ↑  Renunció el 4 de agosto de 1925, no fue reemplazado.
5. ↑  Falleció el 31 de julio de 1925, no fue reemplazado.
6. ↑  Renunció el 25 de octubre de 1923, reemplazado por Eugenio Albani (PS) en 1924.
7. ↑  Renunció el 16 de marzo de 1925, no fue reemplazado.
8. ↑  Renunció el 18 de mayo de 1925, no fue reemplazado.
9. ↑  Renunció el 13 de enero de 1926, no fue reemplazado.
10. 1 2 3  Electo por dos años debido al agrandamiento del Congreso.
11. ↑  Falleció el 24 de marzo de 1925, no fue reemplazado.
12. ↑  Renunció el 3 de junio de 1925, no fue reemplazado.
13. ↑  Renunció el 7 de marzo de 1923, reemplazado por Alejandro E. Moreira (UCRU) en una elección especial el 15 de julio de 1923.
14. ↑  Falleció el 3 de marzo de 1923, reemplazado por Belisario Albarracín (UCRB) en una elección especial el 24 de junio de 1923.
15. ↑  Falleció el 13 de enero de 1925, reemplazado por Juan Francisco Fiorillo (PRU) en una elección especial el 29 de marzo de 1925.
16. ↑  Renunció el 14 de agosto de 1924, reemplazado por José Guillermo Bertotto (PDP) en una elección especial el 29 de marzo de 1925.

## Elecciones parciales
| Provincia de La Rioja 1 Diputado 15 y 29 de julio de 1923                 | Provincia de La Rioja 1 Diputado 15 y 29 de julio de 1923 | Provincia de La Rioja 1 Diputado 15 y 29 de julio de 1923 | Provincia de La Rioja 1 Diputado 15 y 29 de julio de 1923 | Provincia de La Rioja 1 Diputado 15 y 29 de julio de 1923 | Provincia de La Rioja 1 Diputado 15 y 29 de julio de 1923 |
| Partido                                                                   | Partido                                                   | Candidato                                                 | Candidato                                                 | Votos                                                     | %                                                         |
| ------------------------------------------------------------------------- | --------------------------------------------------------- | --------------------------------------------------------- | --------------------------------------------------------- | --------------------------------------------------------- | --------------------------------------------------------- |
|                                                                           | Unión Cívica Radical Principista                          | Alejandro E. Moreira                                      | Alejandro E. Moreira                                      | 5.948                                                     | 56,36                                                     |
|                                                                           | Unión Cívica Radical                                      | Carlos B. de Quirós                                       | Carlos B. de Quirós                                       | 4.605                                                     | 43,63                                                     |
| Votos varios                                                              | Votos varios                                              | Votos varios                                              | Votos varios                                              | 1                                                         | 0,01                                                      |
|                                                                           |                                                           |                                                           |                                                           |                                                           |                                                           |
| Votos válidos                                                             | Votos válidos                                             | Votos válidos                                             | Votos válidos                                             | 10.554                                                    | 98,64                                                     |
| Votos en blanco                                                           | Votos en blanco                                           | Votos en blanco                                           | Votos en blanco                                           | 124                                                       | 1,16                                                      |
| Votos nulos                                                               | Votos nulos                                               | Votos nulos                                               | Votos nulos                                               | 22                                                        | 0,21                                                      |
| Total de votos                                                            | Total de votos                                            | Total de votos                                            | Total de votos                                            | 10.700                                                    | 100                                                       |
| Electores registrados/participación                                       | Electores registrados/participación                       | Electores registrados/participación                       | Electores registrados/participación                       | 20.976                                                    | 51,01                                                     |
| Provincia de Mendoza 5 Diputados 4 de marzo de 1923                       |                                                           |                                                           |                                                           |                                                           |                                                           |
| Partido                                                                   | Partido                                                   | Candidato                                                 | Votos al candidato                                        | Votos al partido                                          | %                                                         |
|                                                                           | Unión Cívica Radical Lencinista                           | José Hipólito Lencinas                                    | 11.053                                                    | 11.053                                                    | 40,58                                                     |
| José A. Núñez                                                             | Unión Cívica Radical Lencinista                           | 10.912                                                    |                                                           | 11.053                                                    | 40,58                                                     |
| Francisco J. Muñiz                                                        | Unión Cívica Radical Lencinista                           | 10.900                                                    |                                                           | 11.053                                                    | 40,58                                                     |
| Roberto J. Rincci                                                         | Unión Cívica Radical Lencinista                           | 10.872                                                    |                                                           | 11.053                                                    | 40,58                                                     |
|                                                                           | Partido Liberal                                           | Franck Romero Day                                         | 5.850                                                     | 5.850                                                     | 21,48                                                     |
| José V. Auriol                                                            | Partido Liberal                                           | 4.118                                                     |                                                           | 5.850                                                     | 21,48                                                     |
| José B. de San Martín                                                     | Partido Liberal                                           | 3.836                                                     |                                                           | 5.850                                                     | 21,48                                                     |
| Pascual Herraiz                                                           | Partido Liberal                                           | 3.709                                                     |                                                           | 5.850                                                     | 21,48                                                     |
|                                                                           | Partido Socialista                                        | Ramón Morey                                               | 5.164                                                     | 5.164                                                     | 18,96                                                     |
|                                                                           | Unión Cívica Radical Obrerista                            | Rafael Correa Llano                                       | 2.900                                                     | 2.900                                                     | 10,65                                                     |
|                                                                           | Partido Liberal Democrático                               | Julio César Raffo de la Reta                              | 1.836                                                     | 1.836                                                     | 6,74                                                      |
|                                                                           | Partido Unitario                                          | Ramón Ramos                                               | 143                                                       | 143                                                       | 0,53                                                      |
| Manuel Díaz Andrés                                                        | Partido Unitario                                          | 135                                                       |                                                           | 143                                                       | 0,53                                                      |
| Humberto Borone                                                           | Partido Unitario                                          | 126                                                       |                                                           | 143                                                       | 0,53                                                      |
|                                                                           | Partido Comunista                                         | Nicolás di Palma                                          | 132                                                       | 132                                                       | 0,48                                                      |
| Sebastián Monforte                                                        | Partido Comunista                                         | 131                                                       |                                                           | 132                                                       | 0,48                                                      |
| Rodolfo José Ghioldi                                                      | Partido Comunista                                         | 131                                                       |                                                           | 132                                                       | 0,48                                                      |
| Ramón Suárez                                                              | Partido Comunista                                         | 130                                                       |                                                           | 132                                                       | 0,48                                                      |
|                                                                           | Partido Liberal Georgista                                 | Luis A. Noussan                                           | 78                                                        | 78                                                        | 0,29                                                      |
| Ernesto A. Nicolini                                                       | Partido Liberal Georgista                                 | 73                                                        |                                                           | 78                                                        | 0,29                                                      |
| Pedro Gras                                                                | Partido Liberal Georgista                                 | 69                                                        |                                                           | 78                                                        | 0,29                                                      |
| Votos varios                                                              | Votos varios                                              | Votos varios                                              | Votos varios                                              | 82                                                        | 0,30                                                      |
|                                                                           |                                                           |                                                           |                                                           |                                                           |                                                           |
| Votos válidos                                                             | Votos válidos                                             | Votos válidos                                             | Votos válidos                                             | 27.238                                                    | 98,40                                                     |
| Votos en blanco                                                           | Votos en blanco                                           | Votos en blanco                                           | Votos en blanco                                           | 443                                                       | 1,60                                                      |
| Total de votos                                                            | Total de votos                                            | Total de votos                                            | Total de votos                                            | 72.823                                                    | 100                                                       |
| Provincia de San Juan 1 Diputado 24 de junio de 1923 y 8 de julio de 1923 |                                                           |                                                           |                                                           |                                                           |                                                           |
| Partido                                                                   | Partido                                                   | Candidato                                                 | Candidato                                                 | Votos                                                     | %                                                         |
|                                                                           | Unión Cívica Radical Bloquista                            | Belisario Albarracín                                      | Belisario Albarracín                                      | 10.147                                                    | 72,04                                                     |
|                                                                           | Partido Socialista                                        | Arturo Storni                                             | Arturo Storni                                             | 3.867                                                     | 27,45                                                     |
| Votos varios                                                              | Votos varios                                              | Votos varios                                              | Votos varios                                              | 72                                                        | 0,51                                                      |
|                                                                           |                                                           |                                                           |                                                           |                                                           |                                                           |
| Votos válidos                                                             | Votos válidos                                             | Votos válidos                                             | Votos válidos                                             | 14.086                                                    | 91,40                                                     |
| Votos en blanco                                                           | Votos en blanco                                           | Votos en blanco                                           | Votos en blanco                                           | 1.325                                                     | 8,60                                                      |
| Total de votos                                                            | Total de votos                                            | Total de votos                                            | Total de votos                                            | 15.411                                                    | 100                                                       |
| Electores registrados/participación                                       | Electores registrados/participación                       | Electores registrados/participación                       | Electores registrados/participación                       | Sin datos                                                 | 57                                                        |

1. ↑  Electo para completar el mandato de Florencio Dávila San Román (1922-1926).
2. ↑  Electo para completar el mandato de Emilio Quellet (1920-1924).
3. ↑  Electo para el mandato 1922-1926. Expulsado el 23 de septiembre de 1925, no fue reemplazado.
4. ↑  Electo para completar el mandato de Carlos Washington Lencinas (1920-1924).
5. 1 2  Electo para el mandato 1922-1926.
6. ↑  Electo para completar el mandato de Marcial V. Quiroga (1922-1926).